# Crisi de legitimació
En les ciències polítiques, es considera que una crisi de legitimació té lloc quan una estructura de govern continua mantenint l'autoritat legal de governar, però no és capaç de demostrar que el seu funcionament en la pràctica compleixi les funcions per a les quals va ser creada. Aquesta conceptualització emana principalment del filòsof polític alemany Jürgen Habermas i, en particular, de la seva obra del 1973 Legitimationsprobleme im Spätkapitalismus. Segons Habermas, hi ha tres característiques bàsiques vinculades a una crisi de legitimació:
- Incoherència en l'aplicació de polítiques per part d'un govern: els membres o treballadors del govern es troben desbordats i en la situació de no saber amb certesa què tenen al seu davant.
- Pèrdua de la voluntat institucional: el govern no es preocupa prou de no empitjorar la imatge o funcionament d'una institució amb decisions que poden ser percebudes com a errors o que no tenen popularitat entre la població.
- Pèrdua de confiança popular: la societat comença a desconfiar la capacitat del govern d'actuar de manera eficient i efectiva.